# 쾌걸춘향
《쾌걸춘향(快傑春香)》은 2005년 1월 3일부터 2005년 3월 1일까지 방영된 KBS 2TV 월화 미니시리즈이다.
본 드라마는, 고전 춘향전을 모티브로 하여, 엽기발랄 춘향을 통해 진정한 사랑의 가치를 찾고자 하는 로코 드라마이므로, 역사 왜곡 시비 문제로 시청률 부진에 시달렸던 MBC 문화방송의 장편 월화드라마 '영웅시대'보다 30%의 압도적인 시청률을 기록하는 기염을 토한 만큼, 전작인 '미안하다, 사랑한다'에 이은 역대 최대 기록이다.
한편, 본 작품의 흥행으로 극본을 쓴 홍정은, 홍미란 작가는 스타작가 반열에 올랐다.

## 등장인물

### 주요 인물
- 한채영 : 성춘향 역 - 고등학생 → 부산 액세서리 회사 사장
- 재희 : 이몽룡 역 - 고등학생 → 한국대학교 법대생 → 서울중앙지검 검사
- 엄태웅 : 변학도 역 - 연예기획사 '도도기획'의 사장
- 박시은 : 홍채린 역 - 유학파 액세서리 디자이너, 몽룡의 고등학교&대학교 선배

### 주변 인물
- 이인혜 : 한단희 역 - 춘향, 몽룡의 친구, 고등학생 → 연예인 지망생
- 문지윤 : 방지혁 역 - 춘향, 몽룡의 친구, 고등학생 → 톱스타
- 김청 : 공월매 역 - 춘향의 어머니, 밤무대가수 (중도하차)
- 안석환 : 이한림 역 - 몽룡의 아버지, 경찰서장 → 검도장 사범
- 최란 : 나현숙 역 - 몽룡의 어머니

### 그 외 인물
- 이지훈 : 백 실장 역 - 연예기획사 '도도기획'의 실장
- 김영임 : 채린의 선배 역
- 최용민 : 남원제일고등학교 교장 역
- 이한위 : 남원제일고등학교 교사 역
- 박시후 : 채린의 전 남자친구 역
- 박경환 : 형사 역
- 허충호
- 김재만 : 소매치기범 역
- 송진영
- 허웅
- 강수정
- 한춘일 : 나이트클럽 사장 역
- 이현직 : 경찰서에서 조사받는 남자 역
- 정찬성 : 강준 역 - 연예인
- 신준영 : 소매치기범을 경찰서에 데리고 온 남자 역
- 김경희
- 이경철
- 박팔영 : 경찰 관계자 역
- 이승훈 : 연예기획사 '도도기획'의 관계자 역
- 정영금 : 다듬이 방망이 파는 가게 사장 역
- 김종호 : 학교 관계자 역
- 나경민 : 소개팅남 역
- 반혜라 : 밤무대가수 역
- 금준희 : 밤무대가수 역
- 원종례 : 나현숙의 모임 친구 역
- 김미라 : 엑세서리 가게 사장 역
- 김희라 : 몽룡에게 아이를 맡기는 여자 역
- 효민 : 춘향과 몽룡의 고등학교 후배 역
- 김태영 : 행사 관계자 역
- 전성애 : 춘향이네 집주인 역
- 김미경 : 부부클리닉 상담가 역
- 김홍수 : 무속인 역
- 이화진 : 간판 다는 남자 역
- 김선호 : 춘향이네 근처 가게 주인 역
- 유금 : 춘향이네 근처 가게 주인 역
- 백성일 : 명품 주얼리 협력개발팀 실장 역
- 전해룡 : 감독 역
- 이영실 : 가게 지키고 있는 몽룡에 대해 얘기하는 여자 역
- 민병애 : 가게 지키고 있는 몽룡에 대해 얘기하는 여자 역
- 홍여진 : 월매에게 사기당한 여자 역
- 변신호 : 몽룡이가 바람폈다고 얘기하는 할머니 역
- 손일권 : 강민 역 - 신인배우
- 최은석 : 형사 역
- 주호 : 김동수 역 - 춘향이네 회사 직원
- 이병용(강재) : 몽룡의 수사관 역
- 박규점 : 김 국장 역 - 고위 공무원
- 이중열 : 이 과장 역 - 고위 공무원
- 이용기
- 고진명 : 건설회사 직원 역
- 김광인 : 건설회사 직원 역
- 석영식
- 정계영
- 허인영
- 이호우
- 이종성
- 김영선 : 춘향이네 가게 건물주 역
- 원유미
- 맹봉학 : 술집 사장 역
- 장주연 : 춘향의 약혼식 헤어, 메이크업 담당 직원 역
- 유헌호 : 기자 역
- 민봉기
- 오진욱
- 이혜인
- 윤원희
- 이정훈 : 기자 역
- 강철성 : 형사 역
- 표철환 : 유성백화점 비리 장부를 가진 제보자를 찾기 위해 몽룡을 미행하는 남자 역
- 이승찬 : 유성백화점 비리 장부를 가진 제보자를 찾기 위해 몽룡을 미행하는 남자 역
- 김대호
- 정지순 : 춘향이네 회사 직원 역
- 나재균 : 부장검사 역
- 이미숙
- 김도자(김민채) : 동대문 엑세서리 가게 사장 역
- 권영경 : 동대문 엑세서리 가게 사장 역
- 황금련
- 송승용 : 동대문에서 할머니랑 부딪히고 가방까지 들어주게 된 남자 역
- 이시내
- 홍수미
- 허은성
- 윤용현 : 박두식 역 - 연예기획사 '대박기획'의 사장
- 홍지영 : 미선 역 - 김동수의 여자친구
- 한순례 : 변학도의 어머니 역
- 송승훈
- 김추월 : 춘향이네 회사 직원 역
- 정강희 : 조폭 역
- 이석재

### 특별출연
- 박주아 : 산지기 할머니 역

## 시청률
최저 시청률과 최고 시청률은 시청률 조사회사와 지역별로 시청률에 차이가 있을 수 있습니다.
| 회차        | 방송일      | TNmS 시청률    | TNmS 시청률  |
| 회차        | 방송일      | 대한민국(전국) | 서울(수도권) |
| ----------- | ----------- | -------------- | ------------ |
| 제1회       | 1월 3일     | 14.4%          | 14.8%        |
| 제2회       | 1월 4일     | 14.1%          | 14.1%        |
| 제3회       | 1월 10일    | 18.2%          | 18.8%        |
| 제4회       | 1월 11일    | 17.3%          | 17.4%        |
| 제5회       | 1월 17일    | 23.6%          | 24.9%        |
| 제6회       | 1월 18일    | 25.9%          | 27.1%        |
| 제7회       | 1월 24일    | 26.2%          | 26.7%        |
| 제8회       | 1월 25일    | 25.9%          | 26.9%        |
| 제9회       | 1월 31일    | 29.1%          | 29.9%        |
| 제10회      | 2월 1일     | 26.4%          | 26.0%        |
| 제11회      | 2월 7일     | 22.0%          | 20.5%        |
| 제12회      | 2월 14일    | 25.1%          | 24.2%        |
| 제13회      | 2월 15일    | 25.9%          | 26.3%        |
| 제14회      | 2월 21일    | 26.4%          | 25.9%        |
| 제15회      | 2월 22일    | 30.1%          | 29.4%        |
| 제16회      | 2월 28일    | 30.7%          | 30.2%        |
| 제17회      | 3월 1일     | 32.2%          | 32.1%        |
| 평균 시청률 | 평균 시청률 | 24.3%          | 24.4%        |

## 수상 경력
- 2005년 KBS 연기대상 베스트 커플상, 여자 인기상 한채영
- 2005년 KBS 연기대상 베스트 커플상, 남자 신인연기상 재희
- 2005년 KBS 연기대상 남자 우수연기상 엄태웅

## 결방 사유 및 연장
- 2005년 2월 8일 : 설 특선영화 맨 인 블랙 2 편성 관계로 결방.[2]
- 《쾌걸춘향》은 16부작에서 2회 늘린 18부작으로 연장할 예정이었으나 불미스런 일로 인해 최종 17회로 확정지었다.[3]

## 참고 사항
- 공월매 역의 김청은 개인적으로 오피스텔 건립 문제로 인해 중도하차하면서,[4] 이 과정에서 편집된 것이 많아 본방 1회 분량이 안 되는 관계로 12회 방송분이 결방되며 2005년 3월 1일 17회로 막을 내렸다.[5]
- 당초 윤계상과 한가인이 주연으로 낙점됐으나 갑작스러운 군입대와 출연 번복을 이유로 한채영과 재희가 최종 낙점되었으며[6] 박광현이 남자 주인공 물망에 올랐지만 군 입대 문제로 인해[7] 좌절됐다.